# Nova Olímpia (kommun i Brasilien, Mato Grosso, lat -14,80, long -57,43)
Nova Olímpia är en kommun i Brasilien.   Den ligger i delstaten Mato Grosso, i den centrala delen av landet, 1 000 km väster om huvudstaden Brasília. Antalet invånare är 17 529.
Följande samhällen finns i Nova Olímpia:
- Nova Olímpia

Omgivningarna runt Nova Olímpia är huvudsakligen savann. Runt Nova Olímpia är det glesbefolkat, med 11 invånare per kvadratkilometer.